# Fear (hudební skupina)
Fear je americká hardcoreová hudební skupina. Vznikla v roce 1977 v Los Angeles a tvořili jí zpěvák a kytarista Lee Ving a baskytarista Derf Scratch. Ti k sobě přibrali další hudebníky, původně jimi byli kytarista Burt Good a Johnny Backbeat. Později se ve skupině vystřídala řada dalších členů, jediným stabilním zůstal Lee Ving. Krátce ve skupině hrál i Flea, pozdější člen Red Hot Chili Peppers. Svůj první singl „I Love Livin' in the City“ kapela vydala v roce 1978. První studiové album vyšlo o čtyři roky později. Do roku 2012 skupina vydala další čtyři alba, přičemž to poslední obsahuje nově nahrané písně z první desky.

## Diskografie
- The Record (1982)
- More Beer (1985)
- Have Another Beer with FEAR (1995)
- American Beer (2000)
- The Fear Record (2012)